# 9275 Persson
9275 Persson è un asteroide della fascia principale. Scoperto nel 1980, presenta un'orbita caratterizzata da un semiasse maggiore pari a 3,0472334 UA e da un'eccentricità di 0,0906577, inclinata di 9,20117° rispetto all'eclittica.
L'asteroide è dedicato a Jöran Persson consigliere del re Erik XIV di Svezia.